# جرج اف. کنان

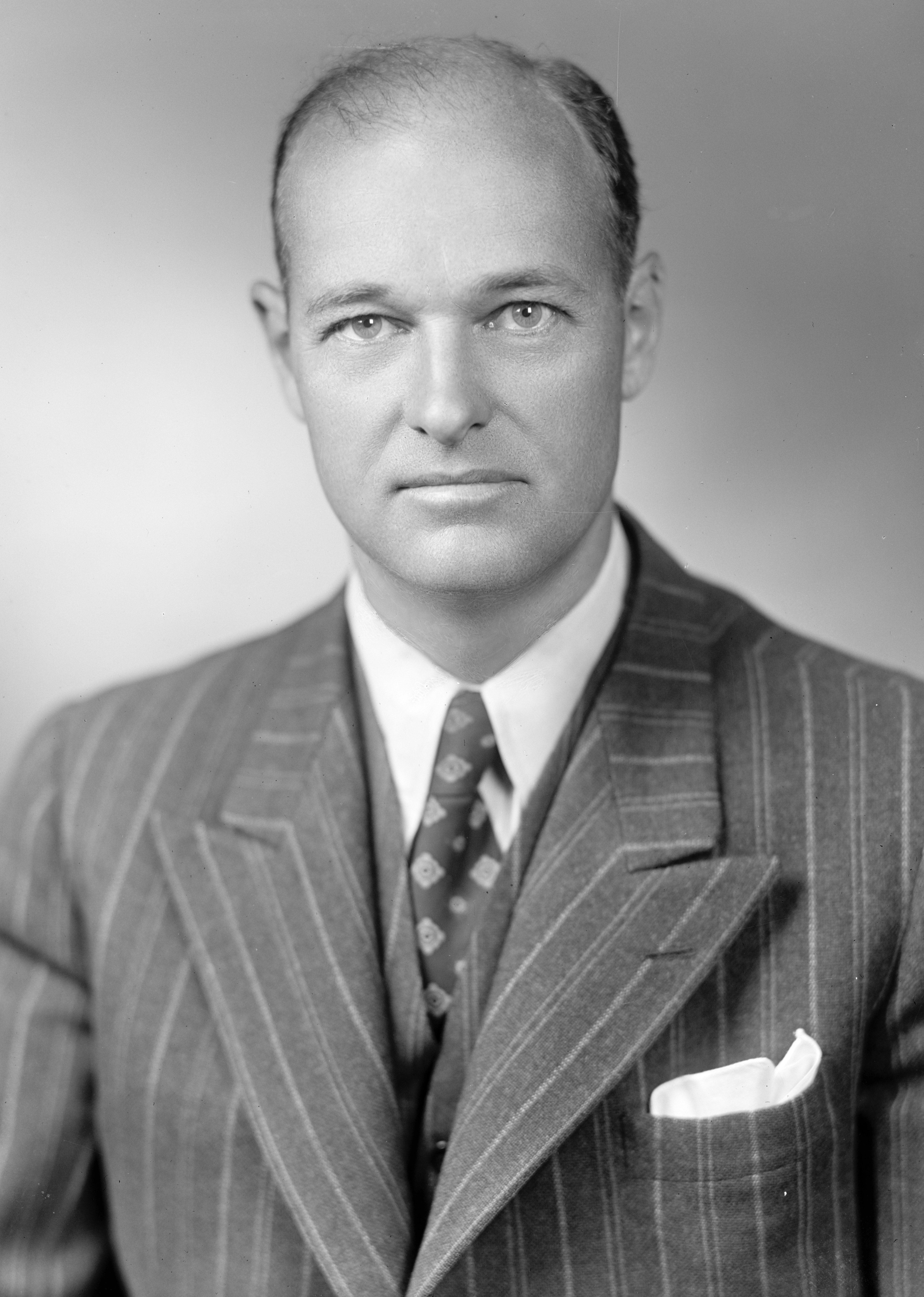
کنان در سال ۱۹۴۷

جورج فراست کنان (۱۶ فوریه ۱۹۰۴ – ۱۷ مارس ۲۰۰۵) یک دیپلمات، سیاستمدار، دانشمند و مورخ آمریکایی بود. او مشهورترین مدافع سیاست مهار شوروی در طول جنگ سرد شناخته می‌شود. از او سخنرانی‌ها، و نوشته‌های زیادی در مورد تاریخ روابط بین اتحاد جماهیر شوروی و ایالات متحده بجا مانده‌است. او یکی از شش سیاستمداری است که والتر ایزاکسون، در کتابی به نام «مردان خردمند، شش دوست و جهانی که ساختند» از آنها نام برده‌است.
در اواخر دهه ۱۹۴۰ نوشته‌های او الهام بخش دکترین ترومن و سیاست مهار اتحاد جماهیر شوروی بود. او در «تلگرام طولانی» از مسکو در سال ۱۹۴۶ و پس از آن در مقاله «ریشه‌های اقدامات شوروی» به سال ۱۹۴۷ استدلال کرد که رژیم شوروی ذاتاً توسعه طلب هست و نفوذ آن در مناطق استراتژیک برای ایالات متحده باید محدود شود. این متون پشتوانه سیاست جدید ضد شوروی دولت ترومن شدند. کنان همچنین نقش مهمی در توسعه سازمانهای مربوط به جنگ سرد، از جمله طرح مارشال داشت.
پس از اینکه سیاستهای پیشنهادی کنان به سیاست رسمی ایالات متحده تبدیل شد، او شروع به انتقاد از این سیاستها کرد، با وجود اینکه در شکل‌گیری آنها نقشی اساسی داشت.
پیش از پایان سال ۱۹۴۸ کنان متقاعد شده‌بود که گفتگوهای سازنده با دولت شوروی می‌تواند دوباره شروع شود. پیشنهادهای او به دولت ترومن در این زمینه نادیده گرفته شد و او، خصوصاً پس از انتصاب دین اچسون به وزارت خارجه در سال ۱۹۴۹ به حاشیه رانده شد. در این سالها، استراتژی ایالات متحده در جنگ سرد، قاطعانه تر و نظامی تر شد.
در طول سال ۱۹۵۰، کنان وزارت امور خارجه را ترک کرد و جز دو دوره مختصر سفارت در مسکو و یوگسلاوی فاقد سمت دولتی بود، اما به عنوان عضو هیئت علمی مؤسسه مطالعات پیشرفته در نقش یک منتقد رئالیست به تجزیه و تحلیل امور بین‌الملل از سال ۱۹۵۶ تا زمان مرگش در سن ۱۰۱ سالگی ادامه داد.

## زندگی‌نامه

### اوایل زندگی و حرفه ای
کنان در میلواکی ویسکانسین متولد شد. پدر او Kossuth Kent Kennan، وکیل متخصص قانون مالیات و مادر او فلورانس جیمز کنان بود. مادر او دو ماه پس از تولد او به علت پریتونیت که ناشی از پارگی آپاندیس بود، درگذشت. کنان مدتها بر این باور بود که مادرش بلافاصله بعد از تولد او درگذشته است. او زیاد با پدر یا نامادریش نزدیک نبود، اما رابطه نزدیکی با خواهران بزرگترش داشت.
در سن هشت سالگی او به آلمان رفت تا با نامادریش بماند و زبان آلمانی بیاموزد. او سپس در آکادمی نظامی سنت جان در دلفیلد، ویسکانسین به تحصیل پرداخت و نهایتاً در نیمه دوم سال ۱۹۲۱ وارد دانشگاه پرینستون شد. بی تجربگی او در برخورد با فضای آیوی لیگ و خجالتی و درونگرا بودن او، باعث شد او این دوران را به دشواری و در تنهایی سر کند. پس از دریافت مدرک لیسانس در سال ۱۹۲۵ کنان در نظر داشت که در دانشکده حقوق ادامه تحصیل دهد، اما با توجه به هزینه سنگین تحصیل در دانشکده حقوق، تصمیم گرفت از اداره تازه تشکیل یافته سرویس خارجی (Foreign Service) ایالات متحده درخواست شغل کند. پس از قبولی در امتحان ورودی و هفت ماه دانشجویی در مدرسه سرویس خارجی در واشینگتن، او اولین شغل خود را به عنوان معاون کنسول در ژنو سویس بدست آورد. در طی یک سال او به یک پست در هامبورگ آلمان منتقل شد. در سال ۱۹۲۸ کنان در نظر داشت که سرویس خارجی را به منظور ادامه تحصیل ترک کند، اما او به یک دوره آموزشی زبان‌شناسی انتخاب شد و توانست بدون ترک خدمت در سرویس خارجی، سه سال در مقطع تحصیلات تکمیلی به دانش آموزی بپردازد. در سال ۱۹۲۹ کنان شروع به تحصیل در برنامه تاریخ و سیاست و فرهنگ و زبان روسی در مؤسسه علوم شرقی دانشگاه برلین کرد. در طول دوران کار دیپلماتیک کنان توانست در زبان‌های دیگری نیز، از جمله آلمانی، فرانسوی، لهستانی، پرتغالی و نروژی مهارت بیابد.
در سال ۱۹۳۱ او در دفتر نمایندگی آمریکا در ریگا لتونی به عنوان دبیر سوم مأمور به خدمت شد و در مورد امور اقتصادی اتحاد جماهیر شوروی به کار پرداخت. این کار موجب علاقه عمیق کنان به مسایل شوروی شد. هنگامی که ایالات متحده پس از انتخاب فرانکلین روزولت در سال ۱۹۳۳ رابطه دیپلماتیک با دولت اتحاد جماهیر شوروی را شروع کرد، کنان همراه سفیر ویلیام بیلیت William C. Bullitt به مسکو فرستاده شد. در اواسط دهه ۱۹۳۰ کنان همراه با چارلز بوهلن Charles E. Bohlen و لوی هندرسون از کارمندان متخصص شوروی آمریکا در سفارت این کشور در شوروی بود (لوی هندرسون همانست که بعدتر، از ۱۹۵۱ تا ۱۹۵۴، سفیر آمریکا در ایران شد). تحت تأثیر مدیر وقت وزارت امور خارجه در بخش امور شرق اروپا، روبرت کلی Robert F. Kelley آنها بر این باور بودند که زمینه ناچیزی برای همکاری با شوروی وجود دارد. در این دوران، کنان پاکسازی بزرگ استالین را مطالعه کرد که عقیده او را در مورد دینامیک درونی شوروی تا بقیه عمرش شکل داد.
کنان اختلاف عقیده زیادی با جانشین بیلیت، جوزف دیویس پیدا کرد. دیویس از پاکسازی بزرگ و دیگر جنبه‌های حکومت استالین دفاع می‌کرد. کنان نمی‌توانست هیچ تأثیری در تصمیمات دیویس داشته باشد و حتی دیویس پیشنهاد کرده بود که کنان، به خاطر سلامتش به خارج از مسکو منتقل شود. کنان دوباره به فکر استعفا افتاد اما به جای استعفا، میز شوروی در وزارت خارجه در واشینگتن را پذیرفت. در سپتامبر سال ۱۹۳۸ کنان دوباره به مأموریتی در دفتر نمایندگی آمریکا در پراگ فرستاده شد. پس از اشغال چکسلواکی توسط آلمان نازی بلافاصله پیش از آغاز جنگ جهانی دوم کنان به برلین فرستاده شد. او در برلین سیاست وام و اجاره را تأیید می‌کرد اما مخالف هرگونه ابراز حمایت آمریکا از شوروی بود. پس از اعلام جنگ آمریکا به آلمان در دسامبر ۱۹۴۱، او به مدت شش ماه زندانی (تحت نظر) بود.
کنان به خاطر کتاب «خاطرات» (Memoirs) در سال ۱۹۶۸ برنده جایزه پولیتزر در زمینه زندگینامه شد. پیش از آن، او به خاطر کتاب "روسیه جنگ را ترک می‌کند: روابط آمریکا و شوروی ۱۹۱۷–۱۹۲۰" (Russia Leaves the War: Soviet-American Relations, 1917-1920) برنده جایزه پولیتزر تاریخ در سال ۱۹۵۷ شده بود. زندگینامه کنان، نوشته جان لویس گادیس در سال ۲۰۱۲ برنده جایزه پولیتزر در زمینه زندگینامه و خود زندگینامه شده‌است.

## تلگرام طولانی
کنان تا آوریل ۱۹۴۶ معاون سفارت آمریکا در مسکو بود. نزدیک به پایان آن دوره، وزارت خزانه داری درخواست کرد که وزارت امور خارجه رفتارهای اخیر شوروی، مانند اجتناب شوروی از به رسمیت شناختن صندوق بین‌المللی پول و بانک جهانی را توضیح دهد. کنان در تاریخ ۲۲ فوریه سال ۱۹۴۶ با ارسال یک تلگرام طولانی ۵۵۰۰ کلمه‌ای (گاهی اوقات بیش از ۸۰۰۰ کلمه یاد شده‌است) از مسکو به وزیر خارجه جیمز اف. بیرنز یک استراتژی جدید برای روابط دیپلماتیک با شوروی ترسیم کرد، بنا به کنان «ریشه دیدگاه ناآرام و عصبی کرملین، حس ناامنی سنتی و غریزی روسی هست» که پس از انقلاب روسیه این حس ناامنی با ایدئولوژی کمونیسم و «پنهانکاری و توطئه‌گری شرقی» مخلوط شده‌است.
به عقیده کنان، رفتار بین‌المللی اتحاد جماهیر شوروی عمدتاً تابع نیازهای داخلی رژیم جوزف استالین بود و استالین به منظور مشروعیت بخشیدن به حکومت خودکامه اش، نیازمند یک جهان متخاصم بود. استالین در نتیجه مارکسیسم-لنینیسم را به عنوان «توجیهی برای ترس غریزی اتحاد جماهیر شوروی از دنیای بیرون» به کار می‌برد؛ زیرا دیکتاتوری بدون آن نمی‌توانست فرمانروایی کند، خشونت رواسازد یا تقاضای فداکاری کند. «امروز آنها [حاکمان شوروی] نمی‌توانند بدون ترس از دشمن خارجی بسر برند، زیرا این برگ انجیر پنهان کننده شرمی هست که آنها را از لحاظ اخلاقی و فکری قابل احترام می‌کند.»
راه حل این مشکل از دیدگاه کنان، تقویت نهادهای غربی و مقاوم‌سازی آنها در برابر چالشهای رژیم شوروی و صبر برای نرم شدن رژیم شوروی بود.

## کتابشناسی
- "X" (July 1947), "The Sources of Soviet Conduct" , فارن افرز, 25 (4): 566–582, doi:10.2307/20030065, ISSN 0015-7120, JSTOR 20030065
- Kennan, George F. (1948), Policy Planning Study (PPS) 23, Washington D.C.
- Kennan, George F. (1951), American Diplomacy, 1900–1950, Chicago: University of Chicago Press, OCLC 466719[۱۷]
- Kennan, George F. (1954), Realities of American Foreign Policy, Princeton: Princeton University Press, OCLC 475829[۱۸]
- Kennan, George F. (1956), Russia Leaves the War, Princeton: Princeton University Press, OCLC 1106320
- Kennan, George F. (1956), "The Sisson Documents," Journal of Modern History v. 28 (June, 1956), 130-54
- Kennan, George F. (1958), The Decision to Intervene, Princeton: Princeton University Press, OCLC 1106303[۱۹]
- Kennan, George F. (1958), Russia, the Atom, and the West, New York: Harper, OCLC 394718[۲۰]
- Kennan, George F. (1961), Russia and the West under Lenin and Stalin, Boston: Little, Brown and Company, OCLC 253164[۲۱]
- Kennan, George F. (1967), Memoirs: 1925–1950, Boston: Little, Brown and Company, OCLC 484922.[۲۲]
- Kennan, George F. (1968), From Prague after Munich: Diplomatic Papers, 1938–1939, Princeton: Princeton University Press, ISBN 0-691-05620-X[۲۳]
- Kennan, George F. (1968), Democracy and the Student Left, Boston: Little, Brown and Company, ISBN 978-0-09-095070-6[۲۴]
- Kennan, George F. (1971), The Marquis de Custine and His "Russia in 1839", Princeton: Princeton University Press, ISBN 0-691-05187-9[۲۵]
- Kennan, George F. (1972), Memoirs: 1950–1963, Boston: Little, Brown and Company, OCLC 4047526.[۲۶]
- Kennan, George F. (1978), The Cloud of Danger: Current Realities of American Foreign Policy, London: Hutchinson, ISBN 0-09-132140-9[۲۷]
- Kennan, George F. (1979), The Decline of Bismarck's European Order: Franco-Russian Relations, 1875–1890, Princeton: Princeton University Press, ISBN 0-691-05282-4[۲۸]
- Kennan, George F. (1982), The Nuclear Delusion: Soviet-American Relations in the Atomic Age, New York: Pantheon Books, ISBN 0-394-52946-4[۲۹]
- Kennan, George F. (1984), The Fateful Alliance: France, Russia, and the Coming of the First World War, New York: Pantheon Books, ISBN 0-394-53494-8[۳۰]
- Kennan, George F. (1989), Sketches from a Life, New York: Pantheon Books, ISBN 0-394-57504-0[۳۱]
- Kennan, George F. (1993), Around the Cragged Hill: A Personal and Political Philosophy, New York: W. W. Norton & Company, ISBN 0-393-31145-7[۳۲]
- Kennan, George F. (1996), At a Century's Ending: Reflections 1982–1995, New York: W. W. Norton & Company, ISBN 0-393-31609-2[۳۳]
- Kennan, George F. (2000), An American Family: The Kennans, the First Three Generations, New York: W. W. Norton & Company, ISBN 0-393-05034-3[۳۴]
- Kennan, George F. (2014), The Kennan Diaries, New York: W. W. Norton & Company, ISBN 978-0-393-07327-0[۳۵]
- John Lukacs (ed.), George F. Kennan and the Origins of Containment, 1944–1946: The Kennan-Lukacs Correspondence. (University of Missouri Press, 1997).